# Alexander Nikolajewitsch Korkin
Alexander Nikolajewitsch Korkin (russisch Александр Николаевич Коркин; * 19. Februarjul. / 3. März 1837greg. in Schidowinowo, Provinz Wologda; † 19. Augustjul. / 1. September 1908greg. in St. Petersburg) war ein russischer Mathematiker, der sich vor allem mit partiellen Differentialgleichungen und Geometrie der Zahlen beschäftigte.

## Leben und Wirken
Korkins Vater war zwar ein wohlhabender Bauer und Kaufmann, gleichzeitig aber auch Leibeigener der Provinz Wologda, etwa 700 km östlich von St. Petersburg. Er wurde in der Provinzhauptstadt Wologda von Alexander Iwanizki unterrichtet, einem Schüler von Bunjakowski. Ab 1847 besuchte er das örtliche Gymnasium, nachdem ihn sein Vater freigekauft hatte. Er war ein sehr guter Schüler und studierte ab 1854 an der Universität von St. Petersburg bei Tschebyschow, Osip Iwanowitsch Somow und Bunjakowski Mathematik und Physik. Da sein Vater kurz zuvor verstorben war und ihn mittellos hinterließ, musste er seinen Lebensunterhalt durch Privatunterricht finanzieren. Ein Essay über Variationsrechnung brachte ihm 1856 die Goldmedaille der Universität. 1858 machte er seinen Abschluss als künftiger Mathematiklehrer und begann, nachdem er sich mit einem weiteren Geldbetrag freikaufte, an der Kadettenschule zu unterrichten. 1860 wurde er bei Tschebyschow promoviert und begann, nachdem er dazu einen Wettbewerb gewann, an der Universität zu unterrichten. Aufgrund von politischen Unruhen wurde die Universität kurz darauf geschlossen, und Korkin wurde ins Ausland geschickt, um weiter zu studieren. 1862 besuchte er Paris, wo er Joseph Liouville, Gabriel Lamé und Joseph Bertrand hörte und ein Jahr darauf Ernst Eduard Kummer und Karl Weierstraß in Berlin. 1867 habilitierte er sich in St. Petersburg mit einer Arbeit über partielle Differentialgleichungen. 1868 wurde er außerordentlicher Professor an der Universität, 1873 Professor, was er bis zu seinem Tod blieb. Gleichzeitig unterrichtete er Analysis an der Marineakademie von 1864 bis 1900 (als Nachfolger von Bunjakowski).
Korkin arbeitete vor allem über partielle Differentialgleichungen, ist aber heute vor allem für die Zusammenarbeit mit seinem Schüler Jegor Iwanowitsch Solotarjow über ganzzahlige positiv definite quadratische Formen in mehreren Variablen bekannt (1872, 1873, 1877). Sie lösten ein Problem von Charles Hermite, der nach oberen Schranken für die Minima solcher Formen in Abhängigkeit von den Koeffizienten und bei festgelegter Diskriminante {\displaystyle D} (Determinante der symmetrischen Koeffizientenmatrix) fragte. In ihrer ersten Arbeit von 1872 über quadratische Formen in vier Variablen widerlegten sie eine Vermutung von Hermite über diese obere Schranke und gaben stattdessen die obere Schranke {\displaystyle D^{\frac {1}{4}}} an. Quadratische Formen, deren Minima relative Maxima waren (wieder in Abhängigkeit von den Koeffizienten), wurden von ihnen extremal genannt. Für quadratische Formen in {\displaystyle n} Variablen zeigten sie 1873, dass Hermites vermutete obere Schranke tatsächlich die Schranke für die Minima einiger extremaler Formen war, aber nicht aller. Korkin befasste sich auch mit Iteration, insbesondere mit der Abelschen Funktionalgleichung.

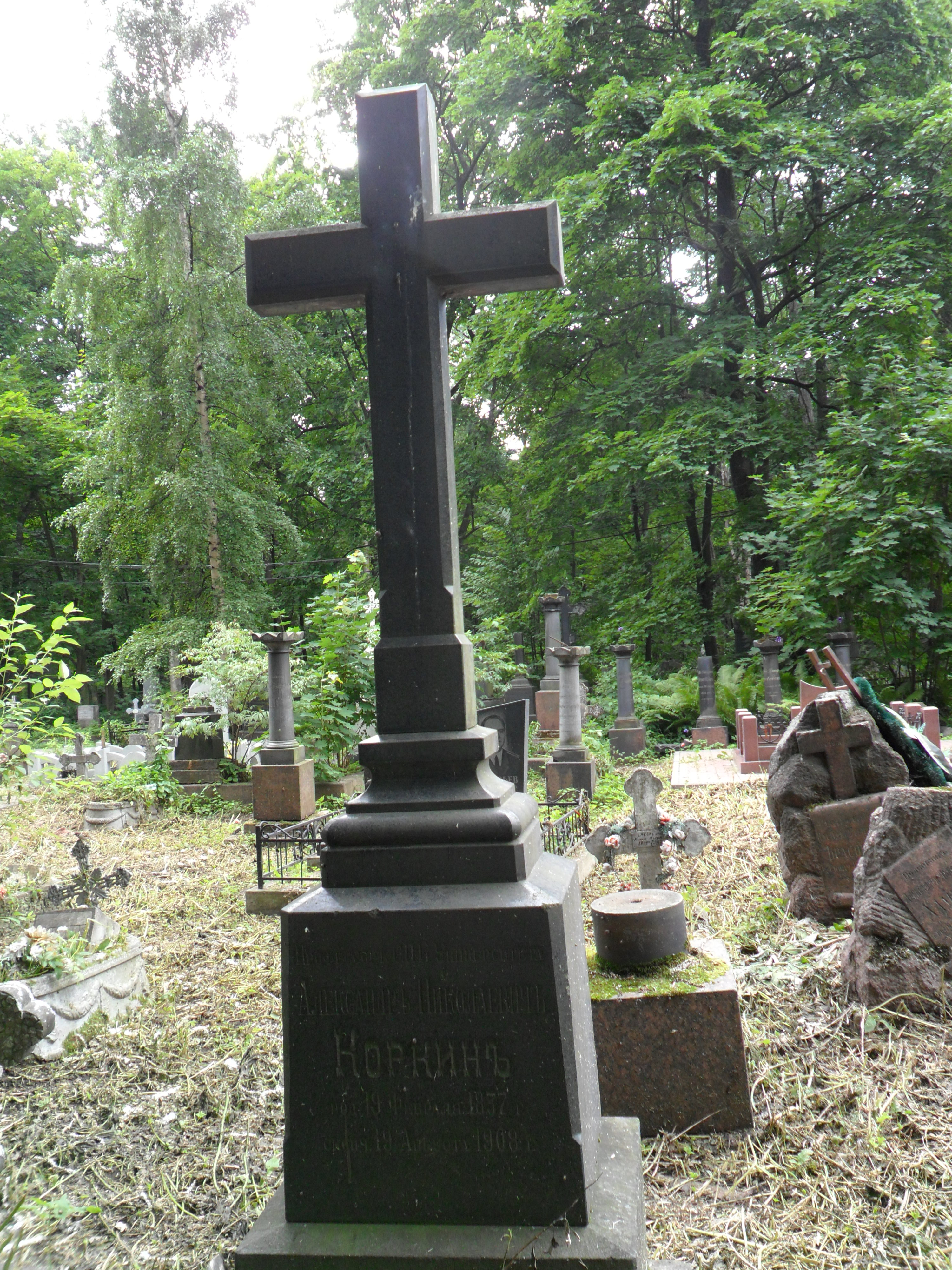
Korkins Grab in Sankt Petersburg

Nach Korkin und Solotarjow ist eine Definition für die Reduziertheit einer Basis eines Gitters benannt (eine alternative Definition stammt von Hermann Minkowski). Mit Solotarjew bestimmte er die dichtesten Kugelpackungen auf dem Gitter in 4 und 5 Dimensionen.
Zu seinen Studenten zählte Alexei Nikolajewitsch Krylow, der auch sein Nachfolger an der Marineakademie wurde, Dmitrij Grawe  und Boris Nikolajewitsch Delone.